# Гальбтурн
Гальбтурн (нім. Halbturn) — громада округу Нойзідль-ам-Зее у землі Бургенланд, Австрія.
Гальбтурн лежить на висоті   м над рівнем моря і займає площу  55,2 км². Громада налічує 1904 мешканців. 
Густота населення 34/км².  
|                                    |
| Гальбтурн на мапі округу та землі. |

 Адреса управління громади:  7131 Halbturn.

## Демографія
Історична динаміка населення міста за даними сайту Statistik Austria

## Виноски
1. ↑  Dauersiedlungsraum der Gemeinden Politischen Bezirke und Bundesländer - Gebietsstand 1.1.2018 — Статистичне управління Австрії.
2. ↑  Einwohnerzahl 1.1.2018 nach Gemeinden mit Status, Gebietsstand 1.1.2018 — Статистичне управління Австрії.
3. ↑  www.halbturn.at. Архів оригіналу за 7 червня 2022. Процитовано 8 червня 2022.
4. ↑  Gemeindedaten von Halbturn. Архів оригіналу за 26 вересня 2007. Процитовано 20 жовтня 2013.

| Австрія | Це незавершена стаття з географії Австрії. Ви можете допомогти проєкту, виправивши або дописавши її. |